# Германски митнически съюз
Германският митнически съюз (на немски: Deutscher Zollverein) е митнически съюз в Централна Европа, съществувал от 1834 до 1919 година.
Той е създаден на 22 март 1833 година по инициатива на Прусия, започва да функционира от 1 април 1834 година, като постепенно до 1854 година към него се присъединяват почти всички германски държави, без Австрия. Германският митнически съюз създава общ германски вътрешен пазар, което благоприятства развитието най-вече на германската индустрия.  През 1871 година Митническият съюз е интегриран в държавната система на Германската империя, макар части от нея да не участват в него, а намиращият се извън границите ѝ Люксембург да членува в Съюза до закриването му през 1919 година.